# 12614 Хокусай
12614 Хокусай (12614 Hokusai) — астероїд головного поясу, відкритий 24 вересня 1960 року.
Тіссеранів параметр щодо Юпітера — 3,643.